# Albert Pilát
Albert Pilát, född den 2 november 1903 i Prag, död den 29 maj 1974 på samma ort, var en tjeckisk botaniker och mykolog.
Pilát studerade under Josef Velenovský vid Karlsuniversitetet, fick sin doktorsgrad 1926 och började 1930 vid Nationalmuseet där han 1948 blev föreståndare för den mykologiska avdelningen. Han specialiserade sig på "porsvampar" (framförallt tickor, men även soppar), skinnsvampar och buksvampar, men producerade sammanlagt ungefär 580 mykologiska verk inom allehanda grupper och han beskrev åtskilliga arter. Pilát var också chefredaktör för tidskriften Česká Mykologie.
Auktorsnamnet Pilát kan användas för Albert Pilát i samband med ett vetenskapligt namn inom botaniken; se Wikipediaartiklar som länkar till auktorsnamnet.

## Verk
- Atlas des champignons de l'Europe: Pleurotus Fries, 1935
- Atlas des champignons de l'Europe: Polyporaceae, 1933-1942
- Houby Československa ve svém zivotním prostredí 1969